# Djénabou Dramé
Pour les articles homonymes, voir Dramé.
Djénabou Dramé née en 1988 à Kankan dans le Nabaya, en Guinée, est une femme politique guinéenne, spécialiste en économie et consultante.
Elle a été de juin 2020, ministre de l'enseignement technique, de la formation professionnelle, du travail et de l'emploi dans les gouvernements Kassory 1 et 2 jusqu'à la dissolution du gouvernement le 5 septembre 2021.

## Études
Diplômée de l’université général Lansana Conté de Sonfonia en sciences économiques et gestion où elle décroche son Master 1 en économie finances en 2010.
En janvier 2014, elle se spécialisé dans le domaine de l’optimisation de la rentabilité financière dans les entreprises à LSA de Paris et devient consultante en comptabilité.

### Parcours professionnel
Après ses études en 2014, elle revient en Guinée et intègre le réseau des directeurs des affaires administratives et financières (DAF) de Guinée au sein du ministère de l’agriculture comme directrice des affaires financières sous le magistère de Kiridi Bangoura.
En 2018, Djénabou Dramé est affectée, dans les mêmes attributions, au ministère de la Santé avant d’être nommée ministre.

## Ministre
le 19 juin 2020, dans un décret a la RTG elle est nommée ministère de l'enseignement technique, de la formation professionnelle, du travail et de l'emploi dans le Gouvernement Kassory (1) et sera installée officiellement le 22 juin jusqu'à la chute du régime condé le 5 septembre 2021,.

## Scandale
Après le double scrutin d'octobre 2020 en Guinée, elle est accusée des médias locaux d'avoir détourner 200 milliards de franc guinéens des caisses de l’État,, elle aura la solidarité du gouvernement et soutient ne rien ce reprocher puis elle sera reconduit dans le gouvernement Kassory 2.

## Parcours politique
En 2010, lors de l'élection présidentielle, elle apporte son expertise à la cellule informatiques et communication du candidat et futur président de la république Alpha Condé.
Lors des élections législatives du 22 mars 2020, elle travaille pour la victoire du candidat uninominal de Dinguiraye Tibou Kamara au compte du rassemblement du peuple de Guinée.